# Abdirizak Haji Hussein
Abdirizak Haji Hussein (Gallacaio, 24 dicembre 1924 – Minneapolis, 31 gennaio 2014) è stato un politico somalo.
Fu Primo ministro della Somalia dal 14 giugno 1964 al 15 luglio 1967.